# Park So-hyun
Park So-hyun (hangul: 박소현; ur. 11 lutego 1971 w Seulu) – południowokoreańska aktorka i dj radiowy.
Jest gospodarzem programu radiowego Love Game, który jest nadawany w SBS Power FM od 1999 roku. Wzięła też udział w programie rozrywkowym We Got Married razem z Kim Won-jun'em.
20 września 2016 roku Park So-hyun i Leo z grupy VIXX współpracowali z okazji 20-lecia SBS Power FM, wydając piosenkę „That's All” (Hangul: 그뿐야) w ramach projektu piosenki SBS Power FM Anniversary.

## Filmografia

### Seriale
| Rok  | Tytuł                            | Rola               | Stacja telewizyjna |
| ---- | -------------------------------- | ------------------ | ------------------ |
| 1992 | Tomorrow Is Love                 | Han Hye-bin        | KBS2               |
| 1994 | General Hospital                 | Kim So-young       | MBC                |
| 1996 | Open Your Heart                  | Yoo Da-young       | MBC                |
| 2001 | Way of Living: Couple            | Park Mi-ja         | SBS                |
| 2003 | Rose Fence                       | Kang Jae-kyung     | KBS                |
| 2004 | Lotus Flower Fairy/Heaven's Fate | Jang Shi-mong      | MBC                |
| 2007 | The Innocent Woman               | Baek Il-hong       | KBS                |
| 2009 | Triple                           | Coach Shin (cameo) | MBC                |
| 2012 | My Husband Got a Family          | radio DJ (cameo)   | KBS2               |
| 2013 | Goddess of Marriage              | cameo              | SBS                |
| 2014 | My Dear Cat                      | Han Eun-sook       | KBS1               |
| 2015 | Siljongneuwareu M                | Kang Joo-young     | OCN                |

### Filmy
| Rok  | Tytuł                  | Rola          |
| ---- | ---------------------- | ------------- |
| 1997 | Repechage              |               |
| 2003 | A Man Who Went to Mars | Seon-mi       |
| 2010 | Foxy Festival          | Bunny (cameo) |

### Programy rozrywkowe
| Rok  | Tytuł                          | Stacja telewizyjna | Uwagi             |
| ---- | ------------------------------ | ------------------ | ----------------- |
| 1996 | Curiosity Heaven               | SBS                |                   |
| 1998 | Snapshot What On Earth         | SBS                |                   |
| 2000 | Connection Happy Time          | KBS                |                   |
| 2002 | Saturday Star Club             | SBS                |                   |
| 2003 | sympathize! The Special World  | SBS                |                   |
| 2008 | Park So-hyun's Secret Garden   | Chanel Donga       |                   |
| 2009 | New Sunday-Gold Miss Show      | SBS                |                   |
| 2011 | Table Of God 2                 | tvN                |                   |
| 2011 | Kim Wan Sun's Star             | QTV                | Narracja          |
| 2011 | We Got Married                 | MBC                | (z Kim Won-jun)   |
| 2012 | Beauty Agent                   | FashionN           |                   |
| 2013 | Running Man                    | SBS                | Odc. 149          |
| 2014 | top10                          | tvN                |                   |
| 2016 | Battle Trip                    | KBS2               | Odc. 23-24        |
| 2018 | Battle Trip                    | KBS2               | Odc. 94-95        |
| 2018 | The Fan                        | SBS                | Odc. 1            |
| 2019 | Where is My Home               | MBC                | Odc. 173          |
| 2019 | Guess My Next Move V2          | Mnet               | Odc. 3            |
| 2019 | Player 7                       | tvN                | Odc. 4, 5         |
| 2019 | Five Cranky Brothers           | JTBC               | Odc. 4            |
| 2020 | Lotto Singer                   | MBN                | Regularny członek |
| 2021 | Hyo Jung & Binnie's Sweet Home | Naver TV           | Odc. 9            |
| 2021 | Dr. Oh's Golden Clinic         | Channel A          | Odc. 26           |
| 2022 | The Must-Try Restaurants       | tvN                | Odc. 36           |

### Programy internetowe
| Rok  | Tytuł                   | Rola      | Uwagi            | Przy. |
| ---- | ----------------------- | --------- | ---------------- | ----- |
| 2022 | Unnies Without Appetite | Gospodarz | (z Sandarą Park) | [ 9 ] |

## Nagrody i nominacje
| Ceremonia                     | Rok  | Kategoria            | Nominowany   | Rezultat | Przy.  |
| ----------------------------- | ---- | -------------------- | ------------ | -------- | ------ |
| Brand Customer Loyalty Awards | 2022 | Najlepszy DJ radiowy | Park So-hyun | Wygrana  | [ 10 ] |